# Jan Reszke

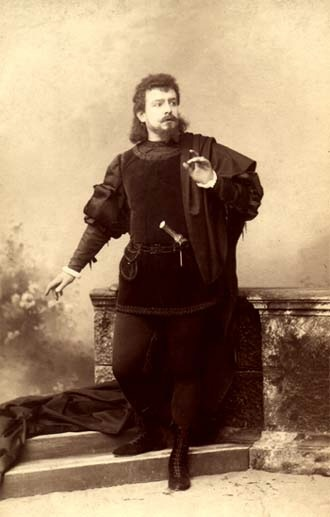
Jan Reszke jako Romeo

Jan Mieczysław Reszke (także Jean de Reszke) (ur. 14 stycznia 1850 w Warszawie, zm. 3 kwietnia 1925 w Nicei) – polski śpiewak. Początkowo interpretował partie barytonowe, ale światową sławę zdobył jako wykonawca partii tenore di forza (tenora dramatycznego). Jeden z najbardziej znanych wykonawców męskich partii wokalnych opery końca XIX wieku.

## Życiorys
Urodził się jako syn Jana Reszke, hotelarza i Emilii z Ufniarskich w domu przy ulicy Koziej w Warszawie. 17 marca 1850 został ochrzczony w katedrze św. Jana Chrzciciela. Jego dziadek Jan Reschke pochodził z Augsburga w Saksonii, zaś dziadek Franciszek Xawery Ufniarski pochodził z obwodu sandomierskiego, ze wsi Gościeradów.
Studiował w Warszawie, Mediolanie i Paryżu. Debiutował w 1874 w Wenecji w barytonowej partii Alfonsa w Faworycie Gaetana Donizettiego.
Od 1876 występował w Paryżu. Debiutował jako tenor w operze madryckiej w głównej roli w Robercie Diable Giacomo Meyerbeera w 1879. 1 marca 1884 na zaproszenie Masseneta wystąpił na scenie Opery Paryskiej jako Jan Chrzciciel w operze Herodiada, śpiewając ze swą siostrą, Józefiną i bratem, Edwardem.
W 1884 został pierwszym śpiewakiem Opéra de Paris, stając się bożyszczem Paryża. Często śpiewał wspólnie z bratem, m.in. latem 1887 w Londynie (przedstawienie Hugenotów Meyerbeera zostało uznane za szczyt muzycznego sezonu) i zimą 1890/1891 w Sankt Petersburgu, gdzie car Aleksander III Romanow zatwierdził jego szlachectwo.
W latach 1888–1900 regularnie współpracował z londyńską Royal Opera House, gdzie wystąpił ponad 300 razy.
W latach 1891–1901 śpiewał w Metropolitan Opera w Nowym Jorku oraz salach koncertowych Bostonu i Chicago. Na sezon 1892/1893 powrócił do Europy, wystąpił
w maju 1893 w Operze Warszawskiej. Pod koniec 1893 znowu pojawił się w Metropolitan Opera – na scenie w Nowym Jorku i w objeździe dał w sumie 339 koncertów (11 sezonów).
W 1902 wycofał się ze sceny i otworzył w Paryżu szkołę śpiewu, którą w 1918 przeniósł do Nicei. Z jego porad wokalnych korzystali nawet tacy artyści, jak Adelina Patti, Nellie Melba, Leo Slezak i Bronisław Romaniszyn.
Jan Reszke zakupił majątek ziemski Skrzydlów koło Częstochowy, który stał się jego polskim domem. Założył tam stadninę oraz nowoczesną stajnię sportową. Oprócz Skrzydlowa był również właścicielem majątku w Kłobukowicach, Witkowicach, Chorzenicach i Zdrowej.
Zmarł 3 kwietnia 1925, pochowany został na paryskim Cmentarzu Montparnasse.
Był żonaty z Marią hrabiną de Goulaine, z którą miał syna Jana, porucznika, poległego 11 czerwca 1918 pod Méry we Francji

## Pełna lista występów w Royal Opera House
- 1888 – Royal Italian Opera Season (15 maja – 21 lipca)
  - jako Vasco da Gama w Afrykance (2, debiut w Covent Garden w tej roli 4 czerwca)
  - jako Radames w Aidzie (1)
  - jako hrabia Ryszard Warwick w Balu maskowym (1)
  - jako Faust w Fauście (7)
  - jako Raoul de Nangis w Hugenotach (4)
  - jako Lohengrin w Lohengrinie (6)
- 1889 – Royal Italian Opera Season (18 maja – 27 lipca)
  - jako Radames w Aidzie (3)
  - jako Raoul de Nangis w Hugenotach (3)
  - jako Lohengrin in Lohengrinie (6)
  - jako Walter von Stolzing w Śpiewakach norymberskich (4)
  - jako Romeo w Romeo i Julii (7)
- 1890 – Royal Italian Opera Season (19 maja – 28 lipca)
  - jako Don Josè w Carmen (5)
  - jako Febus w Esmeraldzie (3)
  - jako Faust w Fauście (6)
  - jako Lohengrin w Lohengrinie (5)
  - jako Walter von Stolzing w Śpiewakach norymberskich (4)
  - jako Jean de Leyde w Proroku (5)
  - jako Romeo w Romeo i Julii (5)
- 1891 – Royal Italian Opera Season (6 kwietnia – 27 lipca)
  - jako Don Josè w Carmen (7)
  - jako Faust w Fauście (12)
  - jako Raoul de Nangis w Hugenotach (8)
  - jako Lohengrin w Lohengrinie (9)
  - jako Walter von Stolzing w Śpiewakach norymberskich (2)
  - jako Otello w Otellu (4)
  - jako Jean de Leyde w Proroku (3)
  - jako Romeo w Romeo i Julii (8)
- 1892 – Royal Opera Season (16 maja – 28 lipca)
  - jako Don Josè w Carmen (2)
  - jako Lancelot w Elaine (5)
  - jako Lohengrin w Lohengrinie (5)
  - jako Jean de Leyde w Proroku (1)
  - jako Romeo w Romeo i Julii (3)
- 1893 – Royal Opera Season (15 maja – 29 lipca)
  - jako Faust w Fauście (6)
  - jako Raoul de Nangis w Hugenotach (2)
  - jako Lohengrin w Lohengrinie (6)
  - jako Walter von Stolzing w Śpiewakach norymberskich (2)
  - jako Romeo w Romeo i Julii (7)
- 1894 – Royal Opera Season (14 maja – 30 lipca)
  - jako Radames w Aidzie (2)
  - jako Lancelot w Elaine (2)
  - jako Faust w Fauście (7)
  - jako Lohengrin w Lohengrinie (4)
  - jako Walter von Stolzing w Śpiewakach norymberskich (1)
  - jako Romeo w Romeo i Julii (7)
  - jako Werter w Werterze (1)
- 1896 – Royal Opera Season (11 maja – 28 lipca)
  - jako Faust w Fauście (6)
  - jako Lohengrin w Lohengrinie (5)
  - jako Walter von Stolzing w Śpiewakach norymberskich (5)
  - jako Romeo w Romeo i Julii (8)
  - jako Tristan w Tristanie i Izoldzie (4)
- 1897 – Royal Opera Season (10 maja – 28 lipca)
  - jako Lohengrin w Lohengrinie (7)
  - jako Walter von Stolzing w Śpiewakach norymberskich (3)
  - jako Romeo w Romeo i Julii (6)
  - jako Zygfryd w Zygfrydzie (4)
  - jako Tristan w Tristanie i Izoldzie (3)
- 1898 – Royal Opera Season (9 maja – 16 lipca)
  - jako Zygfryd w Zmierzchu bogów (3)
  - jako Lohengrin w Lohengrinie (7)
  - jako Walter von Stolzing w Śpiewakach norymberskich (4)
  - jako Zygfryd w Zygfrydzie (3)
  - jako Tristan w Tristanie i Izoldzie (4)
- 1899 – Royal Opera Season (8 maja – 24 lipca)
  - jako Faust w Fauście (8)
  - jako Lohengrin w Lohengrinie (6)
  - jako Walter von Stolzing w Śpiewakach norymberskich (2)
  - jako Romeo w Romeo i Julii (5)
  - jako Tristan w Tristanie i Izoldzie (4)
- 1900 – Royal Opera Season (14 maja – 30 lipca)
  - jako Lohengrin w Lohengrinie (6)
  - jako Walter von Stolzing w Śpiewakach norymberskich (2)
  - jako Romeo w Romeo i Julii (5)

## Występy galowe wCovent GardeniZamku Windsor
- 2 lipca 1889 – gala ku czci szacha Persji:
  - jako Faust w Fauście
- 8 lipca 1891 – wizyta Cesarza i Cesarzowej Niemiec
  - jako Lohengrin w Lohengrinie, Romeo w Romeo i Julii i Raoul de Nangis w Hugenotach
- 4 lipca 1893 – gala upamiętniając małżeństwo księcia Yorku i księżnej Marii
  - jako Romeo w Romeo i Julii
- 23 czerwca 1897 – sześćdziesiąta rocznica objęcia tronu przez królową Wiktorię
  - jako Romeo w Romeo i Julii
- 27 czerwca 1898 – występ na Zamku Windsor (brak danych o programie)
- 24 maja 1899 – występ na Zamku Windsor
  - jako Lohengrin w Lohengrinie